# Onze-Lieve-Vrouw-Hemelvaartkerk (Mariekerke)

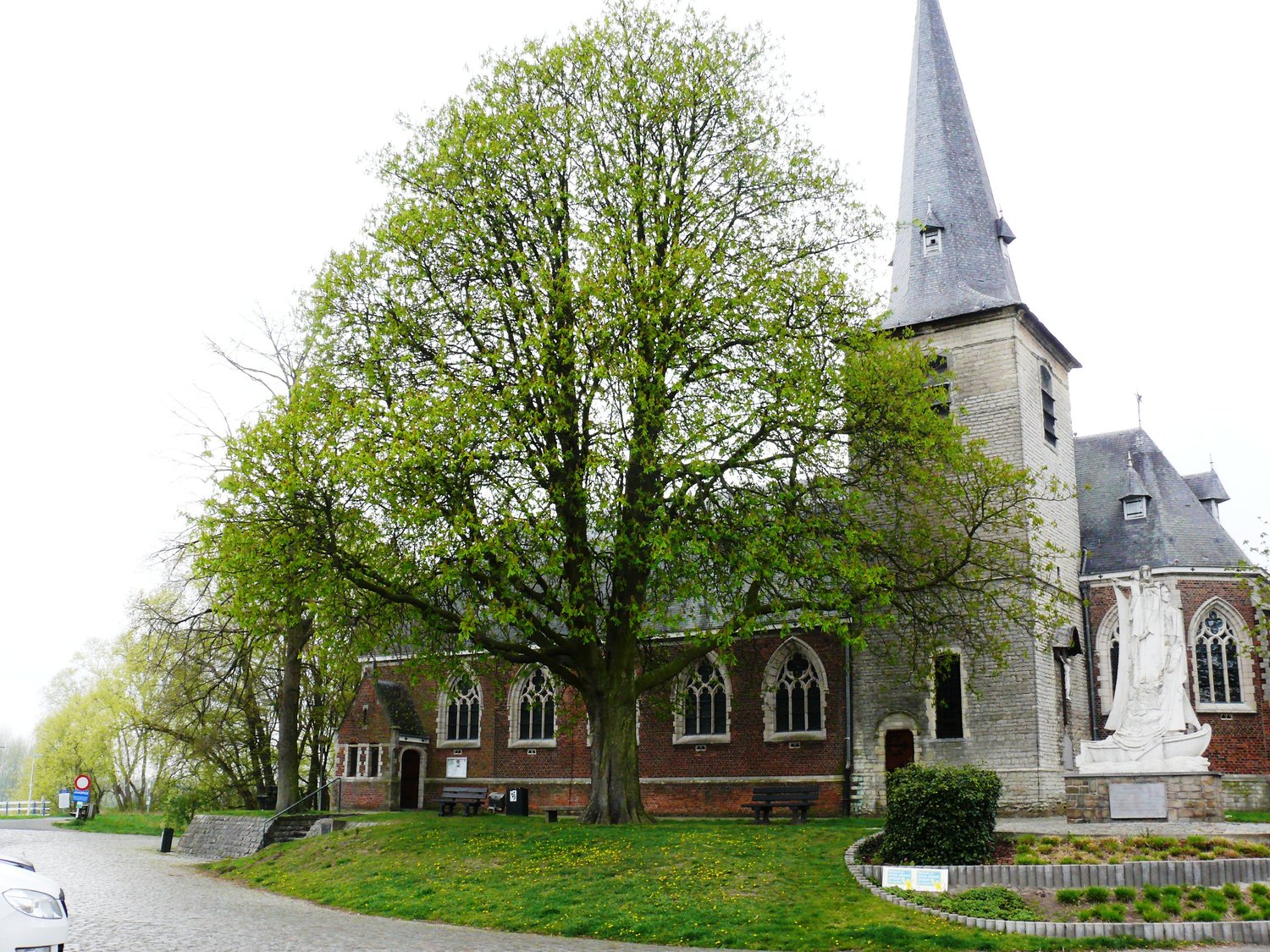
Onze-Lieve-Vrouw-Hemelvaartkerk

De Onze-Lieve-Vrouw-Hemelvaartkerk is de parochiekerk van de tot de gemeente Bornem behorende plaats Mariekerke, gelegen aan de Omgangstraat.

## Geschiedenis
Er was sprake van een romaanse kerk die in 1212 werd vermeld en waarvan de onderbouw van de toren bewaard is gebleven. In 1632 werd de kerk herbouwd nadat deze eerder door brand was verwoest. In 1914 werd de kerk door oorlogsgeweld verwoest. De naast het koor opgestelde toren bleef bewaard. Herbouw van de kerk vond plaats in 1925, waarbij het kerkschip nog werd verlengd.
De in zandsteen opgetrokken toren heeft een romaanse onderbouw en een 15e-eeuwse klokkenverdieping die in 1632 werd verbouwd. De neogotische kerk van 1925, naar ontwerp van Gustaaf Careels, is opgetrokken in baksteen en is een driebeukige hallenkerk met een driezijdig afgesloten koor.
De kerk ligt vlak bij de oever van de Schelde.

## Interieur
Het interieur wordt overkluisd door een houten spitstongewelf. Er is, naast het hoofdaltaar. een Onze-Lieve-Vrouwe-altaar en een Sint-Jobsaltaar. Aangezien het kerkinterieur in 1914 vrijwel volledig werd verwoest zijn de kunstwerken alle van 1925 of daarna. Zo zijn er tal van schilderijen en beeldhouwwerken van kunstenaars uit het 2e kwart van de 20e eeuw.
Van vóór 1925 is er nog 19e-eeuws neogotisch koorgestoelte en zijn er nog twee arduinen poortpijlers van het voormalig kerkhof, uit de 18e eeuw.